# Elmsford
Elmsford falu az USA New York államában, Westchester megyében. Lakosainak száma 5239 fő (2020. április 1.).

## Népesség
A település népességének változása:

| 2010 | 4 664 |
| 2020 | 5 239 |